# Stefan Struve
Stefan Jaimy Struve (ur. 18 lutego 1988 w Beverwijk) – holenderski zawodnik mieszanych sztuk walki wagi ciężkiej. Od 2009 związany z UFC. Klasyfikowany na 11. miejscu w oficjalnym rankingu UFC wagi ciężkiej.

## Życiorys
Dorastając w Holandii,grał w piłkę nożną do 14 roku życia. Kiedy kolega zabrał go do lokalnego klubu sztuk walki (należącej do Boba Schreibera), zdecydował się na karierę w mieszanych sztukach walki (MMA). Pierwszą i jedyną amatorską walkę MMA, którą wygrał przez nokaut miał w wieku 16 lat.

## Kariera sportowa
W MMA zadebiutował 19 marca 2005 poddając Johna de Wilde dźwignią na łokieć. 7 grudnia 2007 przegrał w półfinale turnieju rozgrywanego w Kijowie z Kongijczykiem Christianem M’Pumbu przez poddanie. W lipcu 2008 został mistrzem Cage Gladiators w wadze ciężkiej. Po udanej obronie pasa, 29 listopada 2008 w pojedynku z Mario Neto, podpisał kontrakt z UFC.
W debiucie dla UFC, 21 lutego 2009 przegrał przez techniczny nokaut w 54 sekundzie pierwszej rundy z Junior dos Santosem. Do końca 2009 roku, stoczył jeszcze trzy wygrane pojedynki m.in. nad Paulem Buentello. W latach 2010–2012 zwyciężał m.in. z Patrickiem Barrym czy Stipe Miociciem. Notował również dotkliwe porażki przez nokauty w starciach z Royem Nelsonem i Travisem Brownem.
3 marca 2013 przegrał przez TKO w 3. rundzie z Markiem Huntem. Po walce stwierdzono u niego złamanie żuchwy. W sierpniu 2013, wykryto u niego wadę serca, która charakteryzuje się niedomykalnością zastawki aortalnej, zmuszając tym samym Holendra do zawieszenia kariery. Pod koniec 2013 stan zdrowia Struve'a poprawił się i wznowił treningi. Zaplanowano także pojedynek na 7 lipca 2014, przeciwko Mattowi Mitrione, lecz do walki ostatecznie nie doszło, gdyż na dwa dni przed galą, Holender nagle zasłabł w szatni i został przewieziony do szpitala.
13 grudnia 2014 na on Fox 13, uległ rodakowi Alistairowi Overeemowi przez nokaut w 1. rundzie. W kolejnych latach, zwyciężał utytułowanych Brazylijczyków Antônio Rodrigo Nogueirę i Antônio Silvę oraz Polaka Daniela Omielańczuka.

## Osiągnięcia

### Mieszane sztuki walki:
- 2008: mistrz Cage Gladiators w wadze ciężkiej